# Edifici al carrer Capellà Belloch 9 d'Alcoi
L'edifici al carrer Capellà Belloch número 9 d'Alcoi, situat a la ciutat d'Alcoi (l'Alcoià), País Valencià, és un edifici residencial d'estil modernista valencià construït l'any 1910, que va ser projectat per l'arquitecte Timoteo Briet Montaud.

## Descripció
L'edifici és obra de l'arquitecte contestano Timoteo Briet Montaud. Les obres s'inicien a l'octubre de 1910 i finalitzen en 1911. L'edifici està format per una planta baixa i tres altures. La façana està elaborada en pedra.
Destaca el mirador de la primera planta que fa xamfrà, treballat en ferro i rematat en color blanc. Les baranes de les balconades així com els finestrals de la planta baixa, estan treballats amb motius geomètrics i florals.
La porta principal de l'edifici està realitzada en fusta molt elaborada amb detalls Sezession, típics de l'arquitecte. Sobre la mateixa es troben amb tipografia modernista l'any de finalització de les obres 1911 i just a sota, el número de policia de l'edifici.